# Tableau de dévotion

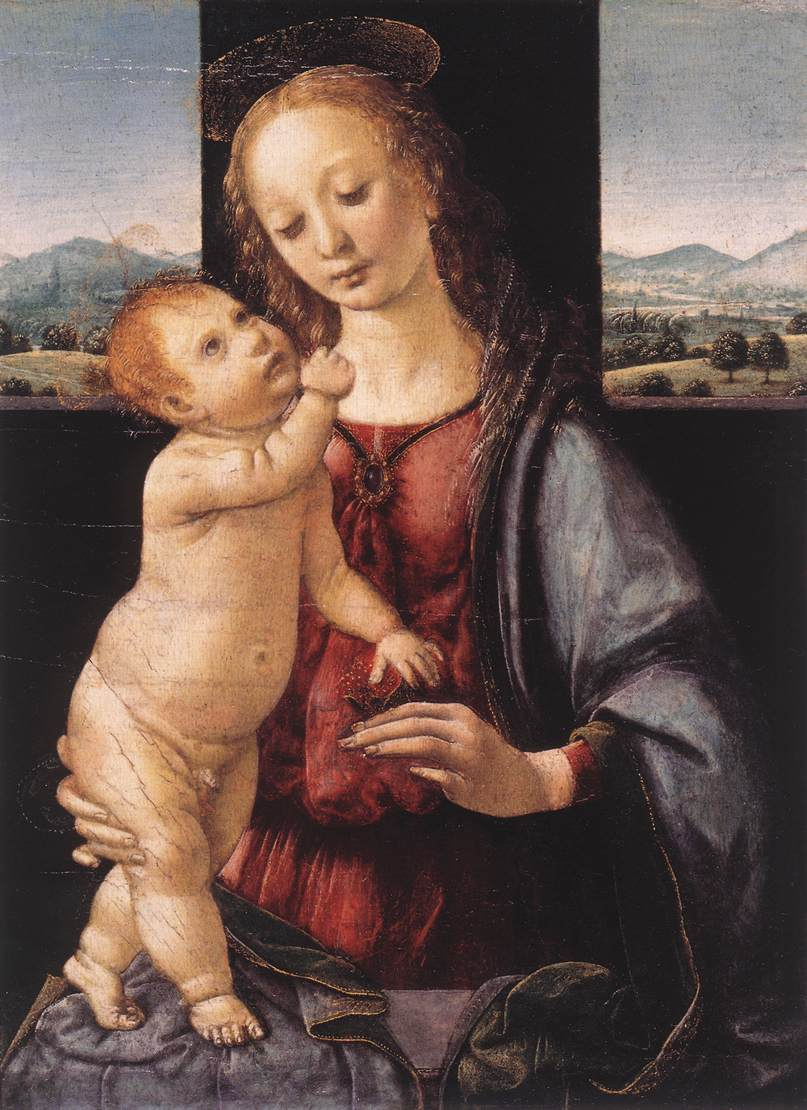
La Madone Dreyfus. Huile sur bois, H. 16,5 cm. Lorenzo di Credi, vers 1475-1480. National Gallery of Art

Un tableau de dévotion, ou panneau de dévotion, est un tableau d'art sacré qui appartient à un individu, ou à un groupe restreint, pour son usage de dévotion personnel  dans un oratoire privé. Ce peut être simplement une plaque décorée de motifs religieux ou d'une prière indiquant un lieu ou un objet de dévotion.

## Description
Le tableau de dévotion, constitué d'un ou de plusieurs panneaux, est de taille le plus souvent réduite. Ce format et le sujet religieux permettent de définir une œuvre comme tableau de dévotion. Ce n'est pas un objet de vénération comme peut l'être l'icône religieuse, mais de piété privée.

## Destination
S'il existe quelques exemples d'illustrations de dévotion privées dans certains manuscrits du Moyen Âge (les images pieuses, imago pietatis, les canivets brodés, la grande Pietà ronde, commandée par Philippe le Hardi, duc de Bourgogne...), le genre pictural se développe réellement à la pré-Renaissance avec les primitifs italiens du Trecento et ensuite par les primitifs flamands du XVe siècle dans le besoin de communication directe, d'affectivité pure, dans la relation à Dieu.
Objet destiné à un individu ou à un groupe restreint, il représente une sorte d'intercession entre le croyant et Dieu dans l'intimité de la pratique de ses prières. Les commanditaires aisés s'adressent aux meilleurs peintres, qui peuvent également peindre des retables à vocation publique, et que seule la postérité a permis de découvrir.

« On en fit un usage subjectif donnant lieu à la projection dans l'image d'associations personnelles. Ainsi, la figure divine apparaissait comme un interlocuteur avec qui l'on pouvait exprimer son chagrin en manifestant de la compassion et échanger des consolations. La relation intersubjective entre Jésus et le croyant en contemplation présuppose ce qu'il est convenu d'appeler la dévotion (devotio), c'est-à-dire le dialogue religieux qu'une communauté ou un individu entretient avec un interlocuteur imaginé d'une certaine façon. Lorsque cette relation prend appui sur une image qui présente le personnage figuré comme un partenaire vivant, on peut parler de dévotion à l'image. »

— Hans Belting, L'image et son public au Moyen Âge.

## Peintres du genre
Ces peintres ont produit des tableaux de dévotion parallèlement à leur pratique du portrait et des scènes religieuses :
- Cimabue (vers 1240-1302)

Du diptyque de dévotion privée composé de huit panneaux peints vers 1280 par Cimabue et représentant huit scènes de la Passion du Christ seuls les quatre panneaux du volet de gauche sont connus : 
- La Flagellation du Christ, tempera et or sur peuplier, 25,2 × 20,3 cm, New York, The Frick Collection, 1950 (inv. 50.1.159), bas droit ;
- La Vierge à l'Enfant trônant et entourée de deux anges, tempera et or sur peuplier, 25,7 × 20,5 cm, Londres, National Gallery 2000 (inv. NG 6583), haut gauche ;
- Le Baiser de Judas (perdu), haut droit ;
- La Dérision du Christ, peinture à l'œuf et fond d'or sur panneau de peuplier 25,8 × 20,3 cm, Compiègne, collection privée Compiègne 2019, bas gauche.

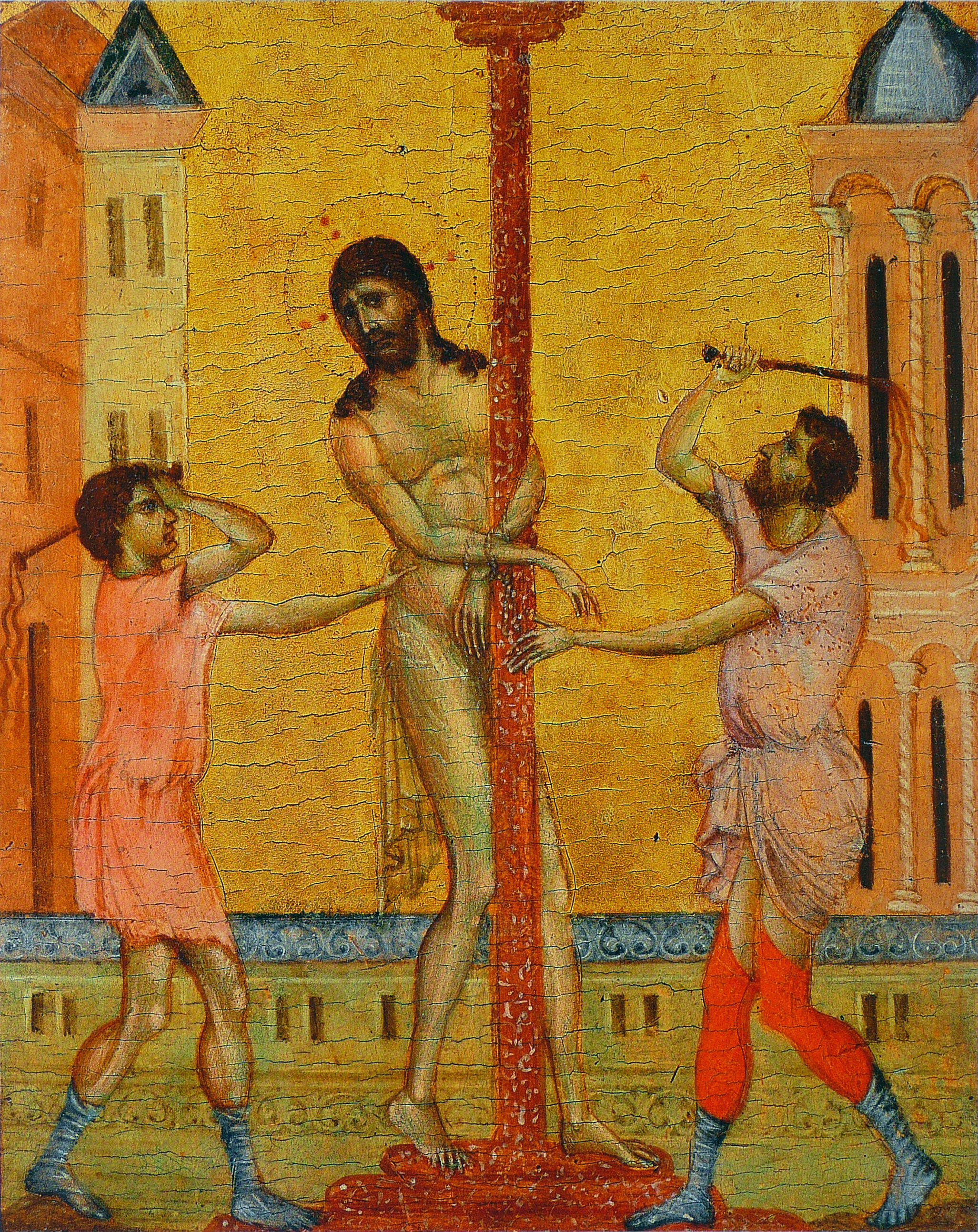
Flagellation du Christ
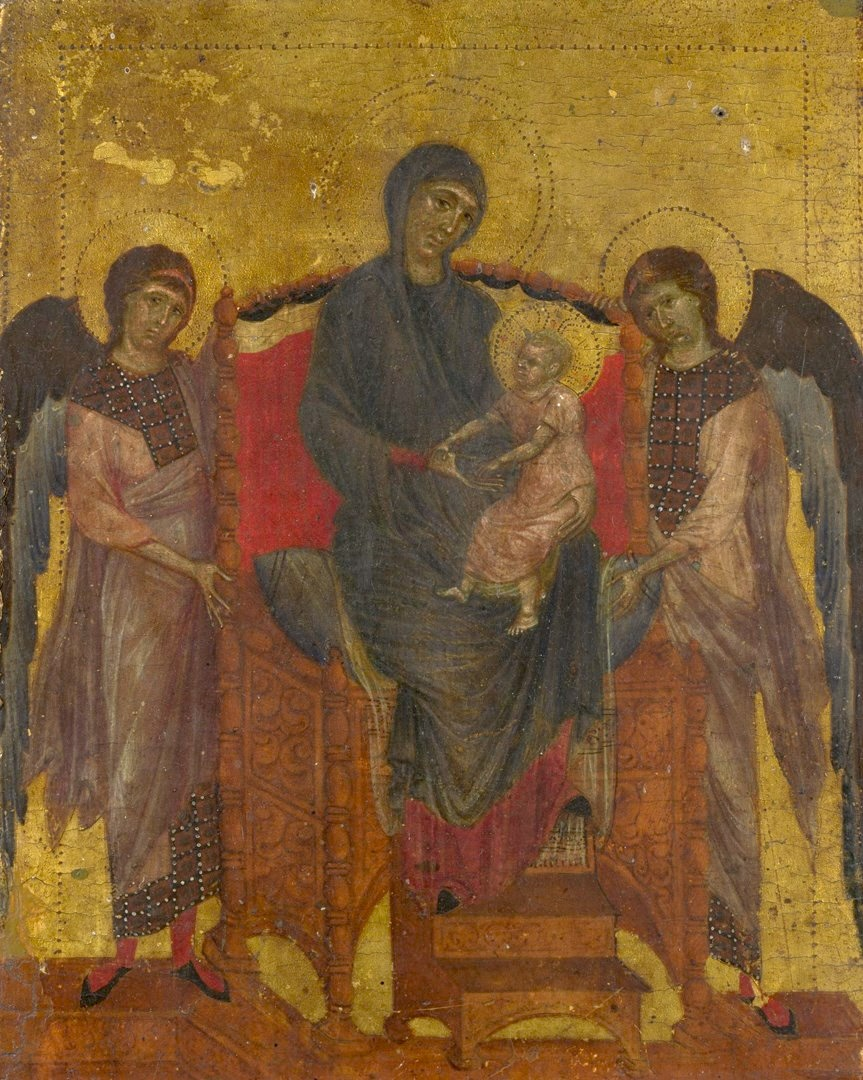
Vierge à l'Enfant
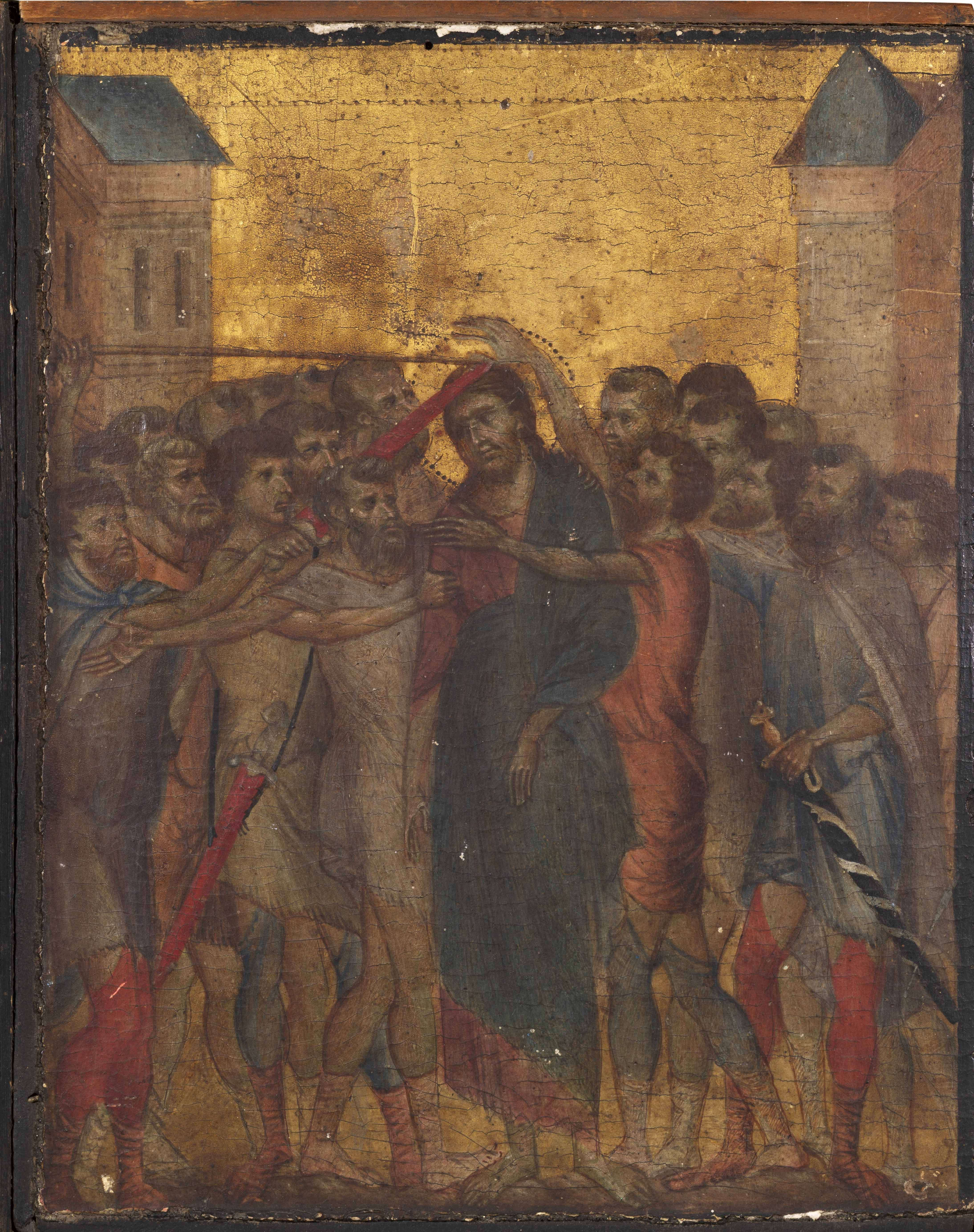
Dérision du Christ

- Antoine van Dyck (1599 -1641)
- Jan Van Eyck (1390-1441) peint de très petits tableaux de dévotion.
- Fra Angelico (1400 -1455), s'il est d'abord un peintre public, à partir de son entrée comme moine dominicain, ne peint ensuite que pour les établissements de son ordre[6].
- Hans Memling (1435- 1494)
- Rogier van der Weyden (1435-1494)
- Lorenzo Lotto (1480 - 1556)
- Raphaël (1483 - 1520) peint, entre autres, La Vierge du duc d'Albe (National Gallery, Washington, N. G.), La Vierge à la chaise (Galerie Palatine du Palais Pitti, Florence) et La Vierge della Tenda (Alte Pinacothèque, Munich)
- Hans Holbein le jeune (1497/1498 - 1543)
- Luca Penni (1500 –  av. 1557), peint pour la bourgeoisie parisienne[7].

La Contre-Réforme  catholique renforce, au XVIe siècle, le besoin personnel de ces œuvres de piété :
- Le Caravage (1571 - 1610), grâce à la protection du cardinal Del Monte, en exécute un certain nombre, dont La Madeleine repentante (vers 1596-1597) conservée aujourd'hui à la Galerie Doria-Pamphilj de Rome.
- Antoine van Dyck (1599 -1641)
- Jacques Stella (1596 - 1657) produit de nombreux tableaux de dévotion illustrant la Vie de la Sainte Famille[8].
- Carlo Dolci (1616-1686)

## Œuvres
- Vierge trônant, triptyque (1437), Collections nationales de Dresde
- La Vierge de Lucques Städel, Francfort
- Sainte Barbe (1437), Musée royal des beaux-arts, Anvers
- Vierge à la fontaine (1439), Musée royal des beaux-arts, Anvers
- Vierge dans une église, Gemäldegalerie Berlin
- L'Annonciation (1439), diptyque,  Castagnola, Lugano[précision nécessaire]
- Les Vera Effigies, de Jan Van Eyck[Où ?]
- Madone Dreyfus (1470), National Gallery of Art

## Collections publiques
- Musée des beaux-arts de Nantes, salles des XIIIe et XVIIIe siècles.
- Vierge à l'enfant, Filippo di Giuliano, vers 1470, Musée Jeanne d'Aboville